# Pluchea dentex
Pluchea dentex là một loài thực vật có hoa trong họ Cúc. Loài này được R.Br. ex Benth. miêu tả khoa học đầu tiên năm 1867.